# Xbox (遊戲機)
Xbox是由微软所開發、销售的家用遊戲主機。是Xbox系列品牌的首个产品。游戏机首先于2001年11月15日在北美发行，之后于2002年在澳大利亚、欧洲和日本发行。这是微软首次进军游戏机市场。在遊戲市場，同世代销售的主机还有索尼公司的PlayStation 2、任天堂公司的GameCube，而Xbox的性能在同世代主機中最為強大。

## 历史
1998年，微软DirectX小组的四名工程师Kevin Bachus、Seamus Blackley、Ted Hase以及DirectX组长Otto Berkes拆卸了一些戴尔笔记本电脑，以构建一个基于微软Windows的电子游戏机原型。团队希望创建一个游戏机，能够与索尼即将推出的PlayStation 2竞争，后者正在吸引游戏开发者离开Windows平台。
XBOX主機于2001年11月15日在美國地區率先發售，2002年2月22日在日本發售，随後又相繼登陸北美、歐洲、澳洲，以及亞洲的韓國、新加坡、台灣（2002年11月29日）和香港等地區。

## 硬體

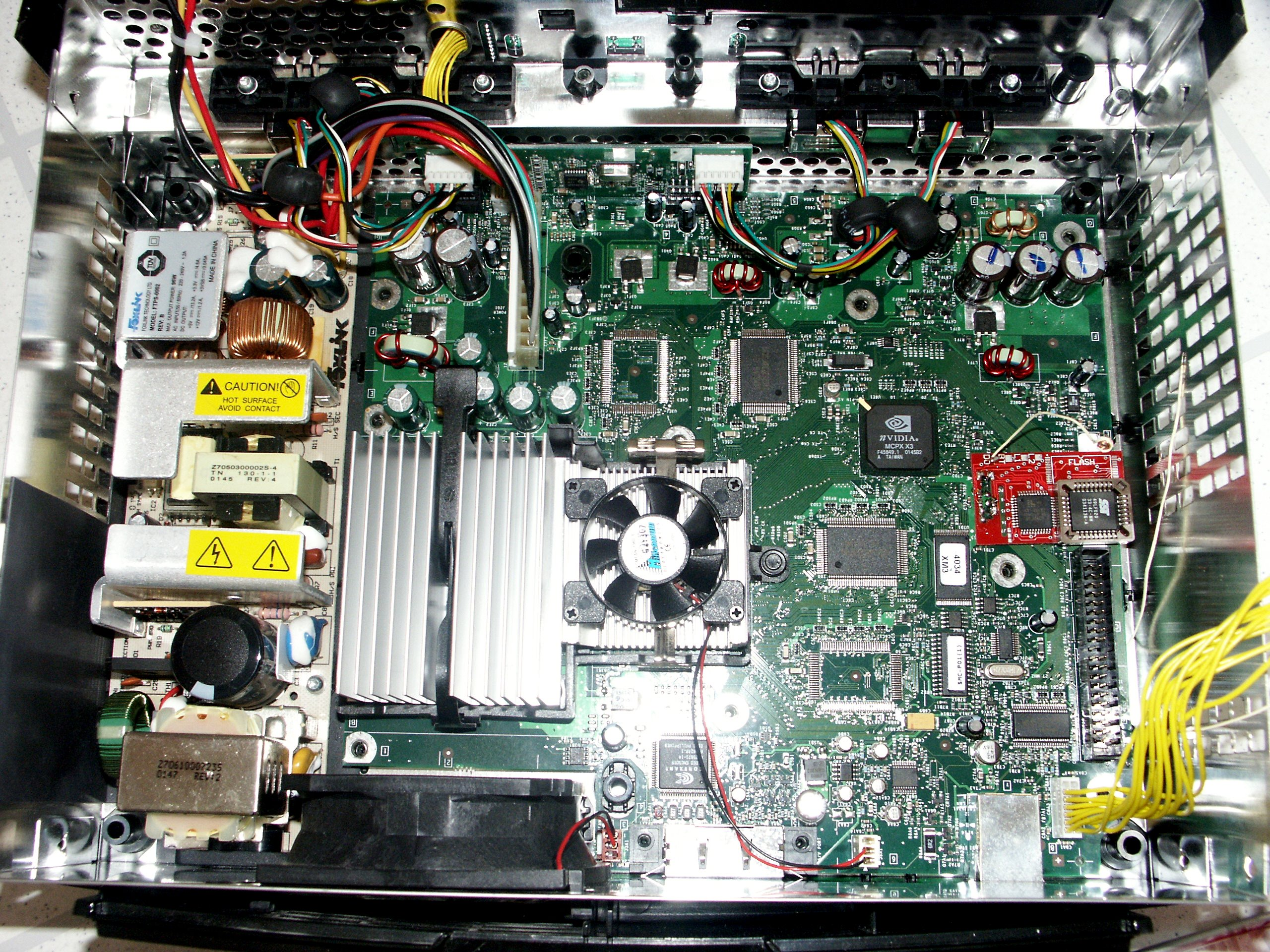
Xbox的主機板

XBOX主機內裝Intel公司製造的Pentium III基本CPU，使用內建8GB容量的硬碟與DVD-ROM光碟機。内置乙太網路連接埠，支援網路的能力與個人電腦類似。控制器插槽的形狀，與USB規格不同，架構和世嘉Dreamcast的控制器十分相似。XBOX在硬體性能上比PS2和GC更強大。

### 技术規格
- 中央處理器：特制 Intel Pentium III 733MHz（L2快取128K）
- 圖型處理器：由微軟與NVIDIA公司共同研發的特製繪圖晶片" XGPU(X-Chip)" 233MHz（GeForce3的改良版）
- 多邊形表現效能：125M/秒
- 記憶體：DDR SDRAM 64MB
- 記憶體頻寬：6.4GB/秒
- 記憶装置：5倍速DVD光碟機、8GB內建硬碟；支援8MB記憶卡
- 輸出入埠：遊戲控制器連接埠x4、10/100Mbps乙太網路連接埠
- 音軌數量：256
- 音频输出：支援MIDI+DLS與Dolby® Digital 5.1環繞音效
- 视频输出：支援色差分量端子输出；支援HDTV规格。
- 最大解析度：1920×1080i
- 電源：规格依发售地所在国有所不同
- 重量：3.86kg
- 外型大小：324×265×90mm

## 价格
北美
- 美元$299（2001年11月15日，发行价）（等于$449加币）
- 美元$199（2002年5月15日）（等于$299加币）
- 美元$179（2003年5月14日）（$249加币）
- 美元$149（2004年3月19日）（$199加币）

欧洲（价格已含税）
- 欧元479€（2002年3月14日，爱尔兰发行价）
- 欧元299€（欧洲除爱尔兰以外其他的国家发行价、爱尔兰2002年4月2日）
- 欧元249€ (2002年8月30日)
- 欧元199€ (2003年4月10日)
- 欧元149€ (2004年8月27日)
- 欧元99€（爱尔兰 2005年圣诞节特价）
- 欧元99€（西班牙 2005年1月特价）
- 欧元99€（意大利 2006年）
- 欧元79€ (荷兰 2006年3月）

英国
- £299 GBP（发行价格 2002.3.14）,
- £199 (2002.4.26)
- £130 (2003)
- £99 (2004.8.27)
- £79 (2006)

大洋洲
- AU$699 AUD（2002.4.26，发行价）（为了和Nintendo GameCube较量，六周以后就很快就降到$399）
- AU$239 AUD (2004)
- AU$209 AUD (2005)
- AU$188 AUD (2006 Q2)
- NZ$499 NZD (October 3, 2002, Launch Price)
- NZ$399 NZD (2003)
- NZ$349 NZD (2004)
- NZ$299 NZD (2004 Q2)
- NZ$249 NZD (2004 Q4) (2005)

日本
- ¥34,800 JPY（2002.2.2 发行价）
- ¥24,800 JPY (2002.5.22)
- ¥16,800 JPY (2003.11.20)

### 價格戰
XBOX在日本發售預定價格約為34,800日元，之後經過數次的價格修改，2004年5月在日本發售的「XBOX組合包２」（附有2片遊戲軟體、1個遊戲控制器，1組DVD播放套件），價格已降至19,000日元左右。微軟在其他地區也採取了類似的“大禮包”降價策略。

## 外部連結
- Xbox官方網站（美國） （页面存档备份，存于）
- Xbox官方網站（日本） （页面存档备份，存于）
- Xbox官方網站（台灣） （页面存档备份，存于）
- Xbox官方網站（香港） （页面存档备份，存于）
- Xbox官方網站（中國） （页面存档备份，存于）